# A Song for You
A Song for You es un álbum de estudio del grupo estadounidense The Temptations. Fue publicado en enero de 1975 a través de Gordy Records, subsidiaria de Motown.

## Grabación y contenido

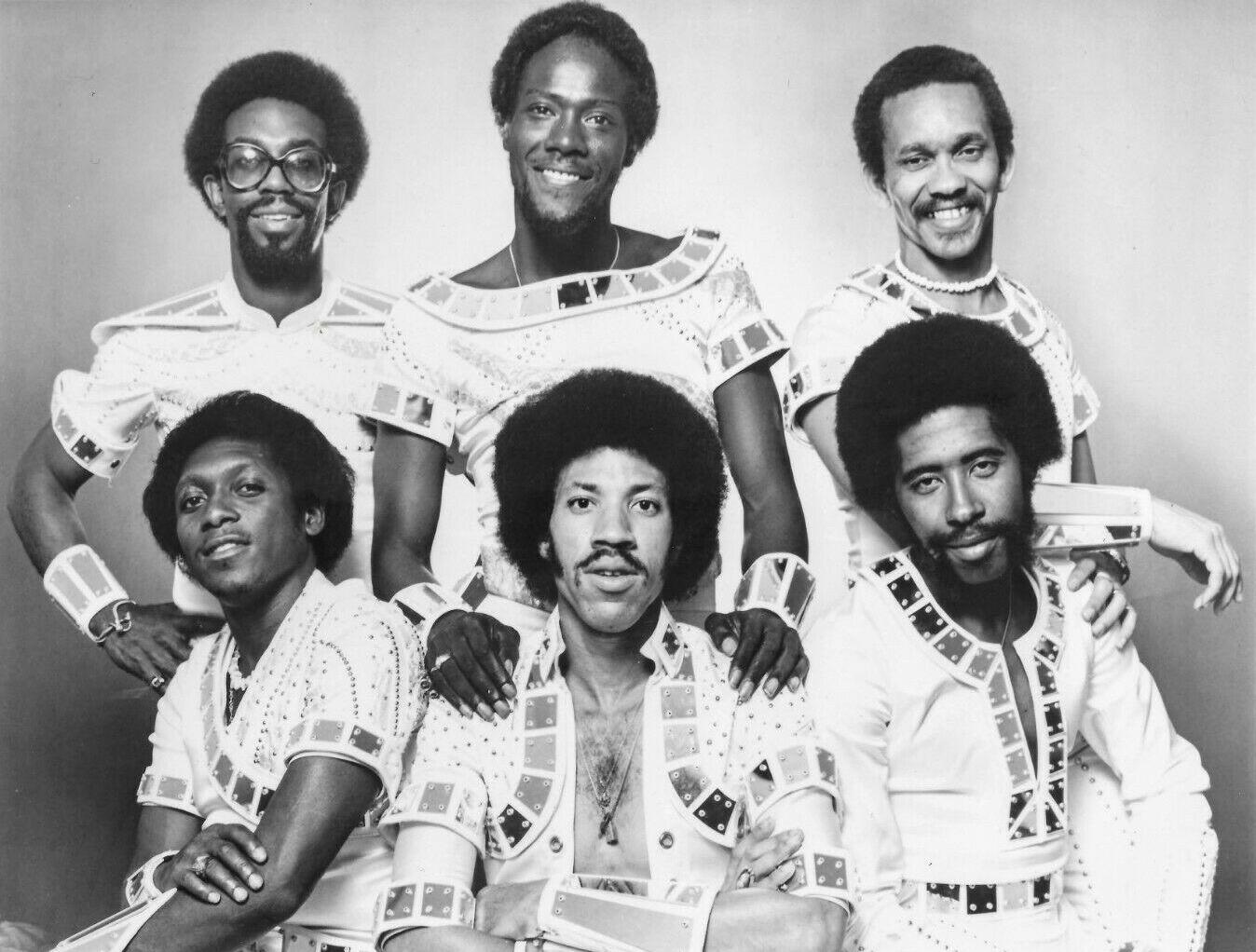
«Happy People» presentaba a The Commodores como instrumentistas.

Las sesiones de grabación del álbum tuvieron lugar en los estudios Motown, en Hollywood, California. Para 1975, the Temptations eran un grupo muy diferente, con los miembros fundadores David Ruffin y Eddie Kendricks fuera de la formación inicial. Dennis Edwards cantaba ahora como vocalista principal y solo Melvin Franklin, y Otis Williams existían del grupo original. A Song for You contenía nueve canciones, incluida una versión instrumental de la canción de apertura «Happy People». A Song for You presentaba un recurso familiar utilizado para exhibir la versatilidad de los grupos de soul de los años 1970: un lado presenta cortes de ritmo rápido y el otro lado se centraba en baladas. Varias canciones del lado uno, como «Glass House» y «Shakey Ground», presentaban ritmos bailables con respaldo de P-Funk e incluso un crédito de escritura para el ex guitarrista de Funkadelic, Eddie Hazel, mientras que el lado dos tenía temas como «Firefly» y «Memories», que mostraban un estilo de soul más moderado.

## Recepción de la crítica
En Christgau's Record Guide: Rock Albums of the Seventies (1981), Robert Christgau señaló que “aunque la selección es un poco cliché, es agradable escuchar a [Dennis Edwards] extenderse en la canción que da nombre al álbum”. AllMusic le dio a A Song for You tres estrellas de cinco. El crítico Cub Koda opinó: “Producida por Jeffrey Bowen, esta cosa tiene ‘70s’ estampado por todas partes. En el caso de the Temps, eso es bueno”. En una reseña retrospectiva de su columna The Weird One, el escritor de RBMA Daily, Sam Backer, lo consideró “un triunfo del funk y la arrogancia, que refleja tanto la capacidad sostenida de Motown para mantenerse a la vanguardia del cambiante terreno de la música pop como la flexibilidad de the Temptations, su don para adaptarse a los tiempos sin dejar de sonar como el grupo que había grabado «My Girl» más de una década antes”. Un escritor no especificado de la revista Cash Box consideró que A Song for You presentaba todas las fortalezas colectivas del grupo, así como una serie de aspectos destacados individuales.

## Lista de canciones
Lado uno
1. «Happy People» – 3:32
2. «Glasshouse» – 3:53
3. «Shakey Ground» – 3:58
4. «The Prophet» – 4:20
5. «Happy People» (instrumental) – 2:52

Lado dos
1. «A Song for You» – 4:32
2. «Memories» – 5:53
3. «I'm a Bachelor» – 4:13
4. «Firefly» – 3:56

## Créditos y personal
Créditos adaptados desde las notas de álbum de A Song for You.
Músicos
- Donald Baldwin – clavinet, piano, saxofón, clarinete, sintetizador Moog
- Ollie E. Brown – batería
- Zachary Frazier – batería
- James Gadson – batería
- Eddie Hazel – guitarra
- Melvin “Wah-Wah” Ragin – guitarra
- William “Billy Bass” Nelson – bajo eléctrico

Personal técnico
- Jeffrey Bowen – productor en todas las canciones excepto «I'm a Bachelor» y «Firefly»
- James Anthony Carmichael – en «I'm a Bachelor»
- Suzee Ideka – en «I'm a Bachelor»
- Terry Woodford – en «Firefly»
- Clayton Ivey – en «Firefly»
- Cal Harris – ingeniero de audio
- Russ Terrana – ingeniero de audio
- Art Stewart – ingeniero de audio
- Fred Ross – ingeniero de audio
- Katarina Pettersson – directora artística
- John Le Provost – diseño

## Posicionamiento

### Gráfica semanal
| Gráfica (1975)                            | Pico de posición |
| ----------------------------------------- | ---------------- |
| Australia (Kent Music Report)             | 77               |
| Canadá (RPM Top Albums)                   | 14               |
| Estados Unidos (Billboard Top LPs & Tape) | 13               |
| Estados Unidos (Cash Box Top 100 Albums)  | 10               |
| Finlandia (Suomen virallinen lista)       | 9                |
| Japón (Oricon Albums Chart)               | 62               |

### Gráfica de fin de año
| Gráfica (1975)                            | Pico de posición |
| ----------------------------------------- | ---------------- |
| Canadá (RPM Top Albums)                   | 83               |
| Estados Unidos (Billboard Top LPs & Tape) | 15               |

## Certificaciones y ventas
| País                                                     | Certificación | Ventas   |
| -------------------------------------------------------- | ------------- | -------- |
| Estados Unidos (RIAA)                                    | Oro           | 500 000* |
| *cifras de ventas basadas únicamente en la certificación |               |          |